# Henri Bugnet
Pour les articles homonymes, voir Bugnet.
Henri Bugnet, né le 21 février 1899 à Montceau-les-Mines (Saône-et-Loire) et mort le 20 juin 1950 à Neuilly-sur-Seine, fut maire de Besançon en 1939-1940, de 1940 à 1944 et de 1947 à 1950.

## Biographie

### Naissance et jeunesse
Henri Jean Auguste Bugnet nait le 21 février 1899 à Montceau-les-Mines où son père, Léon Marie Bugnet, est employé aux contributions indirectes. Sa mère, Jeanne Malterre, est sans emploi.
Il perd son père, à l'âge de 18 ans. Ce dernier décédant le 10 juin 1917, à Villefranche-sur-Saône.
Alors qu'il est encore étudiant, Henri intègre l'armée comme engagé volontaire, le 2 janvier 1918. Il participe à la campagne contre l'Allemagne avant d'être démobilisé, le 23 octobre 1919.
Il épouse Marie Bocard le 8 avril 1931, dans le 6e arrondissement de Lyon.

### Parcours politique
Avocat à la Cour d'appel de Besançon, il se lance en politique. Secrétaire parlementaire de Julien Durand,, il s'inscrit au parti radical-socialiste dont il devient le dirigeant dans le Doubs. 
Premier adjoint au maire,, Henri Bugnet est élu maire de Besançon le 4 août 1939, à la suite du décès de Charles Siffert. Il quitte brièvement ses fonctions lors de sa mobilisation,période durant laquelle il est remplacé par l'adjoint Charles Fesselet.
Il reprend son poste fin 1940,. Il sera confirmé par le préfet, puis par l'amiral Darlan, le 24 mai 1941, par la suite, il rejoint le Comité local de Libération. Il exerce ses fonctions jusqu'au 8 septembre 1944 date de la libération de Besançon.
Henri Bugnet est alors suspecté de collaboration,,,. Le Comité locale de libération lui reproche d'avoir apposé sa signature sur une affiche appelant à la dénonciation des juifs,,, et souhaite le faire passer devant un comité d'épuration.  Il sera blanchi quelques mois plus tard,,. C'est le docteur Jean Mairey, nouveau commissaire de la république, qui fit le choix de le rétablir dans ses fonctions.
En 1947, devenu membre du Rassemblement du peuple français et à la tête d'une coalition hétéroclite, il est réélu maire de Besançon contre Jean Minjoz, maire sortant,,. À l'origine, il était second sur la liste de R. Charlier. 

### Décès et postérité
Il décède à Neuilly-sur-Seine, le 20 juin 1950, à l'âge de 51 ans,, à la suite d'une intervention chirurgicale effectuée dans une clinique. 
Aujourd'hui, l'un des quais de Besançon porte son nom.